# Czerchów
Czerchów est une localité polonaise de la gmina d'Ozorków, située dans le powiat de Zgierz en voïvodie de Łódź.